# Claude-Yves Gosselin
Pour les articles homonymes, voir Gosselin.
Claude-Yves Gosselin, né le 19 décembre 1961 à Caen, est un pilote automobile français.

## Biographie
Claude-Yves Gosselin pilote tout d'abord en EFDA Nations Cup  en 1994. L'année suivante, il rejoint le championnat international de Formule 3000, où il n'engrange aucun point. En 1996, il pilote en Porsche Supercup.
Ne pilotant pas en 1997, il participe au championnat de France FFSA GT 1998, engagement qu'il renouvelle la saison postérieure tout en s'engageant en championnat FIA GT. Il pilotera dans ce dernier jusqu'en 2003 et obtiendra quatre podiums.
Il s'oriente ensuite vers l'endurance avec les Le Mans Endurance Series 2004. Il pilotera en Le Mans Series jusqu'à la saison 2009, à chaque édition en catégorie LMP2. Il remporte deux courses, les 1 000 kilomètres de Monza et les 1 000 kilomètres de Silverstone en 2005, et participe cinq fois consécutivement aux 24 Heures du Mans de 2005 à 2009. Il obtient une deuxième place de catégorie lors de sa première participation mais connaît trois abandons par la suite. 
En 2010, sa carrière bifurque vers les Belgian Touring Car Series puis vers le GT avec les Blancpain Endurance Series puis les Blancpain GT Sports Club où il est toujours engagé en 2017.

## Palmarès
- Vainqueur des 1 000 kilomètres de Monza et des 1 000 kilomètres de Silverstone lors des Le Mans Endurance Series 2005.

## Résultats en compétition automobile

### Résultats aux 24 Heures du Mans[1]
| Année | Équipe               | Équipiers                    | Voiture                 | Classe | Tours | Pos. | Class Pos. |
| ----- | -------------------- | ---------------------------- | ----------------------- | ------ | ----- | ---- | ---------- |
| 2005  | Paul Belmondo Racing | Karim Ojjeh Adam Sharpe (de) | Courage C65-Ford        | LMP2   | 300   | 21e  | 2e         |
| 2006  | Paul Belmondo Racing | Karim Ojjeh Pierre Ragues    | Courage C65-Ford        | LMP2   | 84    | Abd  | Abd        |
| 2007  | PSI Experience       | David Hallyday Philipp Peter | Chevrolet Corvette C6.R | GT1    | 289   | 28e  | 12e        |
| 2008  | Trading Performance  | Karim Ojjeh Adam Sharpe (en) | Zytek 07S/2             | LMP2   | 22    | Abd  | Abd        |
| 2009  | GAC Racing Team      | Karim Ojjeh Philipp Peter    | Zytek 07S/2             | LMP2   | 102   | Abd  | Abd        |